# 사신신학
사신신학(死神神學, Death of God theology, 독일어: Gott-ist-tot-Theologie)이란, 사회속에서 신을 믿는 신앙이 사라지고 세속적인 가치가 떠오르는 현상을 설명하기 위한 신학이다. 프리드리히 니체 이후 철학자들은 '신은 죽었다'는 구절을 사용하며 자신의 무신론을 이야기하였으나, 본격적으로 사신신학은 1950년대와 1960년대에 떠올랐다가 다시 가라앉았다. 사신신학은 때로 기술적으로 신의 죽음학 (theothanatology)라고 불리는데, 그리스어로 신(theos)과 죽음(thanatos)의 합성어이다. 이 급진적인 신학의 주창자들은 기독교 신학자 인 가브리엘 바하니 안, 폴 밴 뷰런, 윌리엄 해밀턴, 존 로빈슨, 토마스 J. J. 알타이저, 마크 C. 테일러, 존 D. 카푸토, 랍비 리처드 L. 루벤스타인, 그리고 피터 롤린스 등이 있다. 

## 신학

### 프리드리히 니체의 영향
'신의 죽음'이라는 용어는 니체의 저서 <Gay Science>에 총 세번 등장하며, <자라투스트라는 이렇게 말했다>에서도 등장한다. 

### 폴 틸리히의 영향
틸리히는 니체, 쉴링, 봄의 작품을 인용하면서, 신의 개념을 존재의 기초로 발전시켜서 허무주의에 대응했다. 그는 < The Courage to Be >에서 '유신론의 신위에 있는 신'을 주장하였다. 

### 토마스 J. J. 알타이저의 주장
알타이저는 윌리엄 블레이크의 영향을 받아 초월적인 신을 부정하며 성부가 그리스도로 성육산하여 내재되었으며 성부는 죽었으며, 그리스도도 죽었으며, 승천을 부인하였다.  

### 슬라보예 지젝의 주장
지젝은 기독교 무신론의 변형을 주장하며 맥락에 의존하는 형태이다.  

## 신학
신의 초월성이 사라진 세속화의 개념에서 신은 죽었다.  단지 그리스도는 인류의 모델로 사랑을 실천했을 뿐이다. 
신의 죽음은 알타이저의 주장대로 그리스도로 성육신되었다는 주장과 애초에 존재하지도 않았다는 주장이 있으며, 신을 경험하지만 않을 뿐, 숨겨져 있고, 침묵하며, 나타나지 않을 뿐이다라는 주장도 있다. 

## 같이 보기
- 무신론
- 기독교 무신론
- 기독교 신학
- 비신화화
- 신은 죽었다
- 세속화 신학